# Championnat de Mongolie de hockey sur glace
Le Championnat de Mongolie de hockey sur glace est le meilleur niveau de hockey sur glace en Mongolie, il y a 9 équipes dans la ligue.

## Équipes
- Continental
- Darkhan
- Erdenet
- Khangarid
- Orgon Od Oulan-Bator
- Sharin Gol
- Zaluus San
- ZandT
- Zolboot Tamirchid

### Anciennes équipes
- Baganuur
- Bilegtkhuu
- Burkhant Bars
- Capital Bank Oulan-Bator
- Eermel Oulan-Bator
- EU Oulan-Bator
- Jalam Khar
- MCS
- Shariin Gol
- Xac Bank
- Xasiin Xulguud

## Champions
- 1992 - Eermel Oulan-Bator
- 1993 - Eermel Oulan-Bator (2)
- 1994 - Eermel Oulan-Bator (3)
- 1995 - Eermel Oulan-Bator (4)
- 1996 - Shariin Gol
- 1997 - Darkhan
- 1998 - Eermel Oulan-Bator (5)
- 1999 - Eermel Oulan-Bator (6)
- 2000 - Baganuur
- 2001 - EU Oulan-Bator
- 2002 - EU Oulan-Bator (2)
- 2003 - EU Oulan-Bator (3)
- 2004 - Baganuur (2)
- 2005 - Baganuur (3)
- 2006 - Baganuur (4)
- 2007 - Orgon Od Oulan-Bator
- 2008 - Orgon Od Oulan-Bator (2)
- 2009 - Orgon Od Oulan-Bator (3)
- 2010 - Khangarid
- 2011 - Baganuur (5)
- 2012 - Zaluus San
- 2013 - Orgon Od Oulan-Bator (4)
- 2014 - Khangarid (2)
- 2015 - Xasiin Xulguud
- 2016 -
- 2017 - Baganuur (6)
- 2018 -
- 2019 - Sharin Gol